# Grand Prix automobile de Rosario 1948
Le Grand Prix automobile de Rosario 1948 (II Copa Acción de San Lorenzo) est un Grand Prix qui s'est tenu dans le parc de l'Indépendance à Rosario, le 1er février 1948.

## Grille de départ
| Pos. | Pilote               | Châssis       | Temps        | Écart   |
| ---- | -------------------- | ------------- | ------------ | ------- |
| 1    | Oscar Alfredo Gálvez | Alfa Romeo    | 1 min 49 s 0 | -       |
| 2    | Juan Manuel Fangio   | Simca-Gordini | 1 min 49 s 2 | + 0 s 2 |
| 3    | Luigi Villoresi      | Maserati      | 1 min 50 s 1 | + 1 s 1 |
| 4    | Giuseppe Farina      | Maserati      | 1 min 50 s 4 | + 1 s 4 |
| 5    | Jean-Pierre Wimille  | Simca-Gordini | 1 min 50 s 7 | + 1 s 7 |
| 6    | Chico Landi          | Alfa Romeo    |              |         |
| 7    | Italo Bizio          | Maserati      |              |         |
| 8    | Victorio Rosa        | Maserati      |              |         |
| 9    | Pedro Llano          | Maserati      |              |         |
| 10   | Achille Varzi        | Alfa Romeo    |              |         |
| 11   | Eitel Cantoni        | Maserati      |              |         |
| 12   | Andres Fernández     |               |              |         |

## Classement de la course

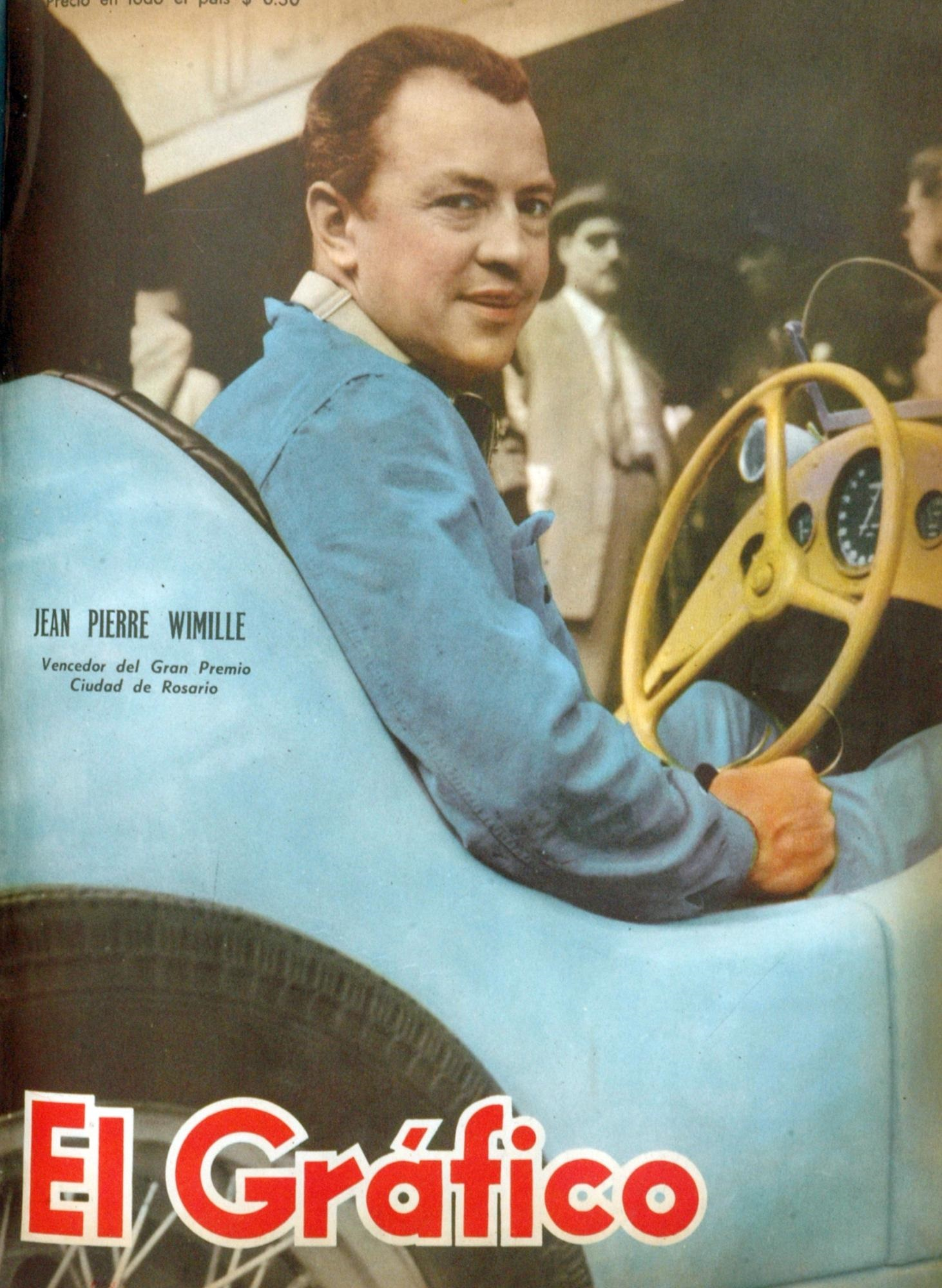
Jean-Pierre Wimille en 1948 à Rosario (sur Simca-Gordini Type 15).

| Pos. | Pilote               | Écurie                   | Châssis               | Tours | Temps/Abandon                  | Grille |
| ---- | -------------------- | ------------------------ | --------------------- | ----- | ------------------------------ | ------ |
| 1    | Jean-Pierre Wimille  | Équipe Simca-Gordini     | Simca-Gordini Type 15 | 50    | 1 h 32 min 27 s 3 (91,21 km/h) | 5      |
| 2    | Chico Landi          | Privé                    | Alfa Romeo Tipo 308   | 50    | + 1 min 49 s 8                 | 6      |
| 3    | Luigi Villoresi      | Scuderia Milano          | Maserati 4CL          | 48    | + 2 tours                      | 3      |
| 4    | Pedro Llano          | Privé                    | Maserati              | 48    | + 2 tours                      | 9      |
| 5    | Eitel Cantoni        | Privé                    | Maserati              | 46    | + 4 tours                      | 11     |
| 6    | Italo Bizio          | Privé                    | Maserati              | 46    | + 4 tours                      | 7      |
| 7    | Andres Fernández     | Privé                    | Maserati 6CM          | 46    | + 4 tours                      | 12     |
| 8    | Juan Manuel Fangio   | Automovil Club Argentina | Simca-Gordini Type 11 | 41    | Abandon/joint                  | 2      |
| Abd. | Oscar Alfredo Gálvez | Privé                    | Alfa Romeo Tipo 308   | 25    | Essieu arrière                 | 1      |
| Abd. | Giuseppe Farina      | Scuderia Milano          | Maserati 8CL          | 5     | Freins                         | 4      |
| Abd. | Victorio Rosa        | Privé                    | Maserati              | 8     |                                | 8      |
| Abd. | Achille Varzi        | Privé                    | Alfa Romeo 12C-37     | 0     | Arbre de transmission          | 10     |
| Np.  | « Raph »             | Écurie Naphtra-Course    | Alfa Romeo Tipo 308   |       | Non partant                    |        |
| Np.  | Gabriele Besana      | Privé                    | Ferrari 166SC         |       | Non partant                    |        |

- Légende: Abd.=Abandon - Np.=Non partant.

## Pole position et record du tour
- Pole position :  Oscar Alfredo Gálvez (Alfa Romeo) en 1 min 49 s 0.
- Meilleur tour en course :  Juan Manuel Fangio (Simca-Gordini) en 1 min 48 s 3 (94,19 km/h).